# 구와나시촌
구와나시촌(椹梨村)은 일본 히로시마현 도요타군에 설치되었던 촌이다. 현재의 미하라시의 일부에 해당한다.